# Eurokod 1
Eurokod 1 (EC 1, EN 1991): Oddziaływania na konstrukcje – Norma Europejska związana z prawem budowlanym. Wchodzi w skład Eurokodów; zawiera wartości charakterystyczne oddziaływań, jakie powinny być przyjmowane w obliczeniach konstrukcji celem oszacowania stopnia bezpieczeństwa jej eksploatacji. Wartość charakterystyczna oddziaływań jest to główna wartość reprezentatywna, np. dla oddziaływań klimatycznych jest wyznaczana jako kwantyl 2% (równoważne średniej wartości okresu powrotu 50 lat).
Bezwzględnie stosowana łącznie z EN 1990.

## Pakiet Eurokod 1[3]
| EN 1991-1-1 | Część 1-1 | Oddziaływania ogólne. Ciężar objętościowy, ciężar własny, obciążenia użytkowe w budynkach |
| EN 1991-1-2 | Część 1-2 | Oddziaływania ogólne. Oddziaływanie na konstrukcje w warunkach pożaru                     |
| EN 1991-1-3 | Część 1-3 | Oddziaływania ogólne. Obciążenie śniegiem                                                 |
| EN 1991-1-4 | Część 1-4 | Oddziaływania ogólne. Oddziaływania wiatru                                                |
| EN 1991-1-5 | Część 1-5 | Oddziaływania ogólne. Oddziaływania termiczne                                             |
| EN 1991-1-6 | Część 1-6 | Oddziaływania ogólne. Oddziaływania w czasie wykonywania konstrukcji                      |
| EN 1991-1-7 | Część 1-7 | Oddziaływania ogólne. Oddziaływania wyjątkowe                                             |
| EN 1991-2   | Część 2   | Obciążenia ruchome mostów                                                                 |
| EN 1991-3   | Część 3   | Oddziaływania wywołane dźwignicami i maszynami                                            |
| EN 1991-4   | Część 4   | Silosy i zbiorniki                                                                        |